# Fusarium-Toxin
Fusarium-Toxine sind Mykotoxine, die als sekundäres Stoffwechselprodukt hauptsächlich von Fusarien gebildet werden, einer weltweit verbreiteten Gattung von Schimmelpilzen. Fusarium-Toxine können über befallene Lebens- und Futtermittel schwere Vergiftungen (Toxikosen) bei Menschen und Tieren hervorrufen.
Man unterscheidet nach der chemischen Struktur verschiedene Gruppen von Fusarium-Toxinen:
- A- und B-Trichothecene (zum Beispiel Deoxynivalenol (DON), Nivalenol (NIV), T-2-Toxin)
- Zearalenon (ZEA) und seine Derivate
- Fumonisine
- Moniliformin
- Fusarin C
- Fusarinsäure (FA)

## Trichothecene
Diese Gruppe umfasst über 50 Toxine, die sich in vier Kategorien aufspalten. Am häufigsten treten A- und B-Trichothecene in Erscheinung. Das molekulare Grundgerüst ist ein tetrazyklisches 12-Epoxytrichothec-9-en-Ringsystem, wobei sich B-Trichothecene durch eine Carbonyl-Gruppe in C-8 vom Typ A unterscheiden. Sie gelten als akut toxisch. Das IARC stuft Trichothecene in die Gruppe 3 (wahrscheinlich nicht krebserzeugend) ein.
Neben den heimischen Getreidesorten Hafer und Weizen ist besonders Mais von Trichothecen-bildenden Fusarienstämmen betroffen. Ein Carry-over von Futtergetreide auf tierische Lebensmittel wird hingegen ausgeschlossen.

### A-Trichothecene
Der Typ A kann beispielsweise durch den Befall von Nutzpflanzen mit Fusarium sporotrichioides gebildet werden. Außerdem sind A-Trichothecene als Auslöser der alimentären toxischen Aleukie (ATA) bekannt. Diese trat bereits 1900 im Zusammenhang mit befallenem, überwintertem Getreide auf. Der Typ A kann neben Getreide auch bei Kartoffeln und Bananen vorkommen.

### B-Trichothecene
Die bedeutendsten Mykotoxine des Getreideanbaus gehören jedoch zu den Trichothecenen Typ B. Besonders relevante Vertreter sind Deoxynivalenol (DON), Nivalenol und Diacetoxyscirpenol. Sie können von F. graminearum, F. culmorum und F. crookwellense gebildet werden. Diese Mykotoxinvertreter hemmen insbesondere die Proteinbiosynthese und wirken deshalb zytotoxisch. Beim Menschen kann es bei Vergiftung zu Erbrechen, Gastroenteritis, allergischer Hautreaktion und einer Beeinträchtigung des Immunsystems kommen. Bei Nutztieren verursacht DON-kontaminiertes Futter Wachstumsverzögerungen und erhöhte Infektanfälligkeit durch Schwächung des Immunsystems.
Aufgrund des häufigen Auftretens von B-Trichothecenen in Lebensmitteln wurden gesetzliche Höchstmengen für die Trichothecene-Vertreter DON, T-2 und HT-2-Toxin festgelegt. Die Höchstwerte liegen in trockenen Teigwaren bei 750 µg/kg, in Brot und Backwaren bei 500 µg/kg und in Säuglingsnahrung bei 200 µg/kg.
Das Scientific Committee on Food der Europäischen Union legte für DON einen TDI von 1 µg/kg Körpergewicht fest und für Nivalenon einen TDI von 0,7 µg/kg Körpergewicht. Die Trichothecene T-1 und T-2 sind akut toxisch und haben in Summe einen TDI von 0,06 µg/kg Körpergewicht. Durch den Kochprozess kann die Trichothecen-Exposition verringert werden, indem diese wasserlöslichen Stoffe in das Kochwasser übergehen.

## Zearalenon
Zearalenon und seine Derivate (Zearanol, Zearalenol, Zearalanol, Zearalenon) gehören zur Gruppe der Lactone. Sie kommen hauptsächlich in Mais vor und werden beispielsweise von F. graminearum und F. culmorum gebildet. Das Vorkommen dieser Toxingruppe ist jedoch auch in Gerste, Hafer, Weizen, Reis, Hirse und Soja bekannt. Es kann zu Carry-over von Mykotoxinen kommen, die durch Verzehr von tierischen Innereien in den menschlichen Organismus gelangen. Akute Toxizität tritt nur bei sehr hoher Aufnahme auf, die in der Praxis nicht erreicht wird. Die östrogene Wirkung von Zearalenon wird durch die Bindung an den Östrogenrezeptor hervorgerufen.
Bei hoher Zearalenon-Aufnahme werden folgende Symptomatiken beim Nutztier Schwein beobachtet: Veränderung sekundärer Geschlechtsmerkmale, gestörte Menstruationzyklen, Scheinschwangerschaft, Aborte, Sterilität. Auch der Mensch reagiert auf diese Mykotoxin-Gruppe, indem es zu Störungen in der hormonellen Entwicklung kommen kann. Außerdem gilt Zearalenon als hämatotoxisch. Insgesamt ist Zearalenon nicht akut toxisch, nicht teratogen und genotoxisch. Es wird laut IARC in Gruppe 3 eingestuft und gilt deshalb als wahrscheinlich nicht krebsauslösend.
Das Scientific Committee on Food der Europäischen Union hat einen TDI von 0,2 µg/kg Körpergewicht festgelegt. Laut Verordnung (EG) Nr. 1881/2006 Anhang 2.5. liegt die gesetzliche Höchstmenge für Zearalenon in Getreideerzeugnissen bei 50 µg/kg, in Erzeugnissen auf Maisbasis bei 100 µg/kg und in Säuglingsnahrung bei 20 µg/kg. Bei EU-weiten Studien waren 32 % der Getreideproben mit Zearalenon belastet, bei Mais 79 % der Proben. Durch industrielle Verarbeitungsprozesse und haushaltsübliche Zubereitung wird Zearalenon in nennenswerten Mengen abgebaut.

## Fumonisine
Fumonisine werden insbesondere durch F. verticillioides und F. proliferatum auf Mais gebildet. Derzeit sind sechs Fumonisine bekannt, von denen nur die Fumonisine B1 und B2 Bedeutung in Lebensmitteln haben. Sie sind Inhibitoren der Sphingolipidsynthese und stören damit den Aufbau der Zellmembran. Des Weiteren sind ebenfalls hydrolysierte Fumonisine bekannt, die in toxikologischen Tests eine stärkere Giftigkeit aufzeigten. Bei Ratten besteht der Verdacht auf Leberkrebs bei Fumonisin-Zufuhr, ebenso sollen sie für die tödliche Leukoenzephalomalazie bei Pferden und eine Schweinekrankheit verantwortlich sein. Beim Menschen stehen sie in Verdacht Speiseröhrenkrebs auszulösen. Laut IARC werden Fumonisine der Gruppe 2B zugeordnet und gelten deshalb als möglicherweise krebserregend.
Für das Fumonisin B1 sowie die Summe aus Fumonisin B1, B2 und B3 hat das Scientific Committee on Food der Europäischen Union einen TDI von 2 µg/kg Körpergewicht festgelegt. Laut Verordnung (EG) Nr. 1881/2006, Anhang 2.6 liegt die gesetzliche Höchstmenge für Fumonisine in unverarbeitetem Mais bei 2000 µg/kg bei verzehrsfertigen Lebensmitteln auf Maisbasis bei 400 µg/kg und für Getreidebeikost (Mais) bei 200 µg/kg. In einer EU-weiten Studie waren 46 % aller Getreideproben mit Fumonisinen belastet, bei Mais waren es sogar 66 %. Die Toxinkonzentration in Importmais aus warmen Klimazonen ist dabei besonders hoch. Die meisten Prozesse der Lebensmittelproduktion und die haushaltsübliche Zubereitung von Lebensmitteln haben keinen (inaktivierenden) Einfluss auf den Fumonisin-Gehalt. Derzeit ist noch nicht geklärt, ob bei Produktionsprozessen weitere toxische Verbindungen entstehen oder diese an bestimmte Lebensmittelbestandteile gebunden werden.